# Roy Pearson
Roy L. Pearson, Jr. (* 1949) ist ein amerikanischer Jurist, der dadurch Bekanntheit erlangte, dass er eine kleine Wäscherei zunächst auf 67.292.000 Dollar, später reduziert auf 54 Millionen Dollar Strafschadenersatz verklagte mit der Begründung, seine Hosen seien verloren gegangen. Zuvor hatten die Betreiber ihm vergleichsweise 12.000 Dollar angeboten. 
Pearson studierte am Lake Forest College und promovierte an der Northwestern University. Zeitweise lehrte er an der Georgetown University. Pearson erwarb die Anwaltszulassung für den District of Columbia 1978 und für den Supreme Court 1985.
Am 2. Mai 2005 wurde Pearson zum Verwaltungsrichter für Washington D.C. ernannt. 
Pearson verklagte ein in der Bundeshauptstadt ansässiges Reinigungsunternehmen auf über 67 Millionen Dollar wegen des Verlusts einer Anzughose. Die Inhaber des Geschäfts, die südkoreanischen Einwanderer Jin Nam Chung, Soo Chung und ihr Sohn, Ki Chung, erwogen angeblich die Rückkehr nach Seoul.
Am 30. Mai 2007 reduzierte Pearson seinen Klageanspruch auf 54 Millionen Dollar Schadenersatz. Unter den Schadenspositionen sind 500.000 Dollar Anwaltsgebühren, 2 Millionen Dollar für „Unannehmlichkeit und mentalen Stress“ und 15.000 Dollar zur Miete eines Autos ausgewiesen, um am Wochenende einen anderen Reinigungsdienst als den der Chungs anzufahren. Die übrigen 51,5 Millionen Dollar sollten für den Zweck verwendet werden, dass andere unzufriedene Kunden aus Washington D.C. Geschäftsinhaber verklagen könnten. Pearson konzentrierte sich in seiner Klagebegründung auf die zwischenzeitlich aus dem Fenster der Reinigung entfernten Werbeschilder mit der Aufschrift „Zufriedenheit garantiert“ und „Fertig am selben Tag“. Pearson machte geltend, bei den Schildern handele es sich um Betrug seitens der Chungs.
Am 25. Juni 2007 endete der Prozess mit einer Entscheidung zugunsten der Reinigung.
Pearson scheiterte bei dem Versuch, in weiteren Instanzen eine Revision des Urteils zu erreichen, zuletzt im März 2009 vor dem D.C. Court of Appeals. Als letzte Instanz bleibt ihm nur noch der U.S. Supreme Court.
Er verlor seine Anstellung, als sein Arbeitsvertrag bei der Justiz wegen seiner Prozesswütigkeit nicht verlängert wurde.

## Bedeutung
Der Fall Pearson v. Chung erregte international mediales Aufsehen und wurde zu einem Musterbeispiel für die Befürworter einer Reform des Deliktrechts und von Schadenersatzverfahren.